# 魚河岸のプリンセス
『魚河岸のプリンセス』（うおがしのプリンセス）は、NHKの『ドラマ新銀河』で1995年4月3日から5月4日まで放送されたテレビドラマ。全20回。原作は声優の平野文の『お見合い相手は魚河岸のプリンス』。

## ストーリー
テレビ局に勤める主人公のまゆみ（涼風）は、築地の魚市場で働く純平（松村）と見合いをするが、会って早々に喧嘩をしてしまい断ってしまう。そんな最悪の出会いをした2人の恋の行方は?

## キャスト
日下まゆみ
演 - 涼風真世
テレビ局のアナウンサー。元は人気キャスターだったが、今は落ち目でレポーターの仕事に回される。
西尾純平
演 - 松村雄基
築地の仲卸『西辰』の跡取り。
西尾益次郎
演 - 里見浩太朗
純平の父親で西辰の社長
西尾克子
演 - 加賀まりこ
純平の母親
西尾育美
演 - 渋谷琴乃
純平の妹、西辰で働いている。
日下哲雄
演 - 中村嘉葎雄
まゆみの父親
日下佐和子
演 - 田嶋陽子
勝利
演 - 高橋克実
純平の友人、同じく築地の仲卸で働く。
江川慎太郎
演 - 柴俊夫
まゆみの元恋人
桐子
演 - 鳥越マリ
純平の元恋人
種村永吉
演 - 川谷拓三
小出八重子
演 - 沢たまき
中島陽典
嶋田久作
ほか

## 主題歌
- 『微笑む君に』歌:Riding（ソニーレコード）[1]

## スタッフ
- 原作 - 平野文『お見合い相手は魚河岸のプリンス』（1993年、日本放送出版協会） ISBN 9784140801369
- 脚本 - 岩佐憲一[1]、相良敦子[1]
- 音楽 - 岩代太郎[1]
- 制作統括 - 浅野加寿子[1]
- 美術 - 田坂光善[1]
- 音響効果 - 広瀬洋介[1]、中村真一[1]
- 技術 - 室敏雄[1]、雨海祥夫[1]
- 編集 - 田中美砂
- 撮影 - 安田照男
- 照明 - 大沼雄次
- 音声 - 奥村治郎
- 映像技術 - 有吉一幸
- 美術進行 - 小林富久
- 演出 - 宮沢俊樹、柴田岳志